# Sainte Jeanne des Abattoirs
Sainte Jeanne des Abattoirs (Die heilige Johanna der Schlachthöfe) est une pièce de théâtre du dramaturge allemand Bertolt Brecht écrite de 1929 à 1931 et créée dans une version radiophonique partielle en 1932. Elle a été traduite en français par Pierre Deshusses. Cette pièce est une critique des dramatiques conséquences du système capitaliste, sous la forme d'un conte initiatique.

## Contexte historique
Lorsque Brecht écrit cette pièce entre 1929 et 1931, la crise économique atteint fortement l'Europe. Sur le plan politique, l'Italie est sous le régime fasciste depuis 1922, Hitler vient de faire 18 % des voix aux élections et la pression des Nazis se fait sentir sur les œuvres de Brecht qu'ils interrompent déjà. Sainte Jeanne des Abattoirs, dans un premier temps acceptée par quelques théâtres, est ensuite rejetée sous cette pression. Brecht en retient une partie pour une version radiophonique créée en 1932. Il devra s'exiler l'année suivante alors que son théâtre est interdit et ses livres brûlés.
Les abattoirs de Chicago, dans le quartier Union Stock Yard, fonctionnent depuis 1865 et embauchent plus de 100 000 ouvriers.

## Résumé
Pierpont Mauler est un patron de l'industrie de la viande en conserve. La concurrence dans le secteur est telle que des centaines d'ouvriers des abattoirs se retrouvent au chômage à cause de faillites. Jeanne Dark fait partie des "Chapeaux noirs", une organisation religieuse semblable à l'Armée du Salut. Jeanne Dark veut défendre la cause ouvrière, mais elle est rapidement désillusionnée et quitte les Chapeaux noirs qui sont indirectement complices des industriels. Elle se retrouve également au chômage. La pièce évoque les manifestations, la grève générale et finalement la victoire des grands industriels qui s'en sortent le mieux tandis que la précarité ne cesse de grandir chez les ouvriers au chômage.
Ça fait longtemps / que ce travail nous dégoûte / cette usine est un enfer / et seules les terribles misères / dans la froideur de Chicago / nous retenaient dans ces entrepôts. / Mais maintenant on ne peut plus / pour douze heures de travail / acheter du pain rassis / ni même un pantalon. / Autant partir d'ici / et crever tout de suite !